# Михаел Йохан фон Алтхан
Михаел Йохан фон Алтхан (на немски: Michael Johann von Althann; * 1597/1607; † 19 февруари 1649) е граф от австрийския благороднически род фон Алтхан.

## Живот
Той е най-големият син на граф Михаел Адолф фон Алтхан (1574 – 1636/1638) и първата му съпруга баронеса Елизабет фон Щотцинген († 1624), дъщеря на фрайхер Рудолф Рупрехт фон Щотцинген-Алтеншперг-Блаухофен, губернатор на Долна Австрия († 1600) и фрайин Мария Магдалена Пюхлер фон Велтенег-Хорнщайн-Зиберсдорф († 1588).
Брат е на Михаел Фердинанд фон Алтхан (ок. 1610 – 1658) и полубрат на Михаел Венцел фон Алтхан (1630 – 1686), императорски съветник и дипломат.
Михаел Йохан фон Алтхан умира на 42 години на 19 февруари 1649 г.

## Фамилия
Михаел Йохан фон Алтхан се жени за графиня Мария Маргарета фон Егенберг (* ок. 1614; † 4 април 1657, Виена), която има анулиран брак 1632 г. с граф Адам Павел Славата з Кхлуму а Кошумберка (* 13 юни 1604; † 2 юли 1657), дъщеря на имперски княз Йохан Улрих фон Егенберг (1628 – 1568), херцог на Крумау, и фрайин Мария Сидония фон Танхаузен († 1614). Те имат децата:
- Мария Барбара фон Алтхан (* пр. 1638; † 1641)
- Мария Елизабет фон Алтхан (* пр. 1639; † 1639)
- Михаел Франц Ксавер фон Алтхан (* пр. 1642; † ок. 1657)
- Мария Франциска фон Алтхан (* 1642; † млада)
- Мария Йохана Барбара Поликсена фон Алтхан (* сл. 1642; † 3 септември 1670), омъжена на 17 март 1657 г. за граф Готхард Хайнрих фон Залбург, фрайхер фон Фалкенщайн и Ранарид (* 29 октомври 1639, Линц; † 30 юли 1707, Виена)
- Михаел Йохан II фон Алтхан (* 26 август 1643, Виена; † 1722), женен на 2/25 април 1667 г. във Виена за принцеса Мария Терезия фон Лихтенщайн (* 10 август 1643; † 26 октомври 1712)
- Михаел Адолф фон Алтхан (* 17 февруари 1648, Виена; † пр. 26 юни 1709), женен I. на 26 февруари 1669 г. във Виена за фрайин Максимилиана фон Нойдег († 1683), II. 1688 г. за графиня Мария Сидония Йозефа Бройнер (1657 – 1727)
- Мария Поликсена фон Алтхан (* 1649; † ок. 1649)